# Toy Boy
Pour la série, voir Toy Boy (série télévisée).
Pour plus de détails, voir Fiche technique et Distribution.
Toy Boy (Spread) est un film américain réalisé par David Mackenzie, sorti en 2009.

## Synopsis
Nikki, séducteur de première classe, joue beaucoup avec les femmes. Tout va pour le mieux dans sa vie, entretenue par une riche avocate de Los Angeles. Mais un jour, il rencontre Heather, séduisante serveuse, qui va lui changer sa vision de l'Amour. Mais Heather ne jouerait-elle pas le même jeu que lui ?

## Fiche technique[1]
- Titre : Toy Boy (littéralement « garçon jouet »)
- Titre original : Spread
- Réalisation : David Mackenzie
- Scénario : Jason Dean Hall, d'après une histoire de Jason Dean Hall et Paul Kolsby
- Direction artistique :
- Musique : John Swihart (en)
- Décors : Cabot McMullen
- Costumes : Ruth E. Carter
- Photographie : Steven Poster
- Son : Mark Purcell[2]
- Montage : Nicholas Erasmus
- Production : Jason Goldberg, Ashton Kutcher et Peter Morgan
  - production associée : Elliot Kaufman et Karyn Murphy
  - Production déléguée : Anthony Callie, Ron Hartenbaum, Aaron Kaufman, Paul Kolsby, Douglas Kuber, John Limotte et Myles Nestel
  - Production exécutive : Mark Moran
- Société de production : Barbarian Films et Katalyst Films, en association avec Oceana Media Finance
- Distribution :
  -  États-Unis : Anchor Bay Entertainment
  -  France : MK2 Diffusion
- Budget :
- Pays :  États-Unis
- Format : Couleur - Son : Dolby SRD - Format 35 mm
- Genre : Comédie dramatique
- Durée : 97 minutes
- Dates de sortie :
  -  États-Unis : 17 janvier 2009 (Festival du film de Sundance) et 14 août 2009 (sortie nationale)
  -  France : 8 juillet 2009
  -  Belgique :
  -  Suisse romande :
  -  Royaume-Uni : 1er janvier 2010

- Musique du film :
  - This ship was built to last par The Duke Spirit
  - Mainstay par AM (en)
  - Down in The valley par Broken West
  - Dr. love par Bumblebeez
  - Been so long par Uniao Black
  - Hot bed par The Whigs
  - International travel advisory par Kurt Hagardorn
  - Last time reward par Kurt Hagardorn
  - Do it like this par Ashtar Command
  - First time par Invaudio
  - Big star par Isa et The Fithy Song
  - Right hand on my hurt par The Whigs
  - Shak'em loose tonight par Rumspriga
  - Think of you par Reeve Carney
  - But my heart is broken par Swimmer One
  - Ms. november par The Silver Seas
  - The garden that you planted par Sea Wolf (en)
  - Ode to LA par The Raveonettes

## Distribution
- Ashton Kutcher (VF : Dimitri Rataud) : Nikki
- Anne Heche (VF : Audrey Lamy) : Samantha
- Margarita Levieva (VF : Alexandra Ansidei) : Heather
- Sebastian Stan (VF : Franck Lorrain) : Harry
- Ashley Johnson : Eva
- Sonia Rockwell : Christina
- Rachel Blanchard (VF : Chloé Stefani) : Emily
- Shane Brolly : le prince Stelio
- Eric Balfour : Sean
- María Conchita Alonso : Ingrid
- Hart Bochner : Will
- Sarah Buxton : Helen
- Iglesias Estefania : Bella
- Thomas Kijas : Jason
- Dani Levine : Nadia
- Madison Bauer : la mère de Nikki
- Landon Ashworth : le garde du corps du prince Stelio

Source et légende : version française (VF) sur le site d’AlterEgo (la société de doublage)

## Popularisation
Le nom de toy boy est depuis ce film[réf. nécessaire] donné à de jeunes hommes qui ont une relation avec une femme plus âgée de huit ans, voire plus, généralement appelée une cougar. Le toy boy recherche soit une femme qui conjugue la dimension maternelle et la dimension sexuelle (on peut presque parler de « mère sexuelle »), soit une initiatrice, qui va lui apprendre la vie et le sexe.